# Anglia (Germania)

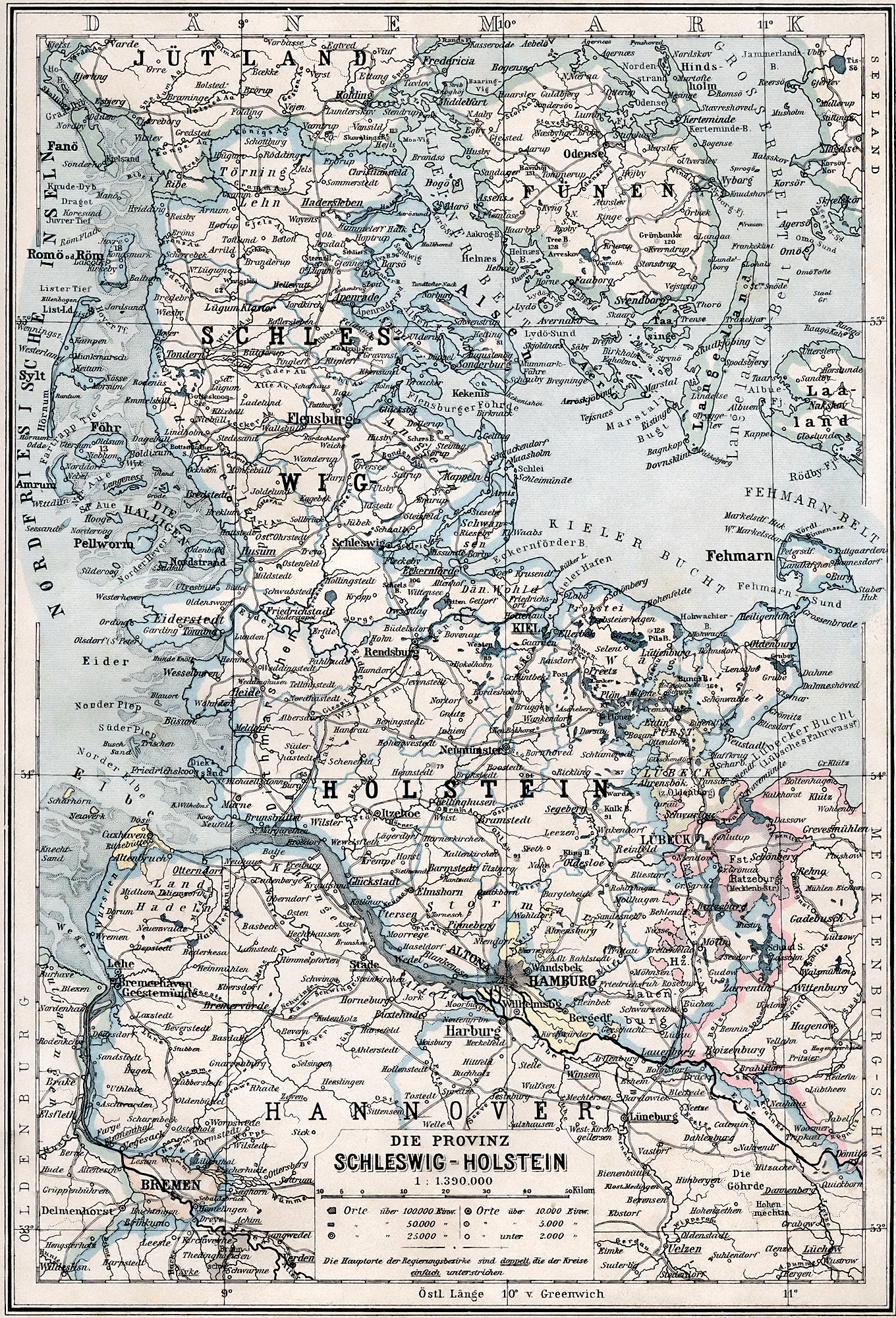
Cartina dello Schleswig-Holstein (1905); la penisola dell'Anglia parte in corrispondenza della G del nome della provincia, affiancata lateralmente dalle città di Flensburgo e Schleswig.

Carta dell'Anglia e della penisola di Schwansen.

La moderna Anglia (tedesco: Angeln, danese: Angel, latino: Anglia, inglese: England, anticamente Englaland; stesso nome inglese dell'Inghilterra), è una penisola dello Schleswig-Holstein, in Germania, che si affaccia sulla baia di Kiel. È separata dalla vicina penisola dello Schwansen (danese: Svans o Svansø) dall'insenatura di Schlei, e dall'isola danese di Als dal Flensburger Förde ("Fiordo di Flensburgo"). Non è dimostrato che anche l'antica Angeln corrispondesse a questi confini; è possibile che fosse più estesa, tuttavia le fonti antiche concordano nell'affermare che comprendesse il territorio della moderna Anglia.
Si ritiene che fosse la terra di origine degli Angli, popolazione germanica emigrata nell'Inghilterra centrale (Mercia), settentrionale (Northumbria) e orientale (Anglia orientale). In seguito a questa migrazione, le terre occupate presero il loro nome, da cui deriva l'odierno "England". L'inglese, una delle principali lingue del mondo moderno, deve il suo nome agli Angli e all'Anglia.

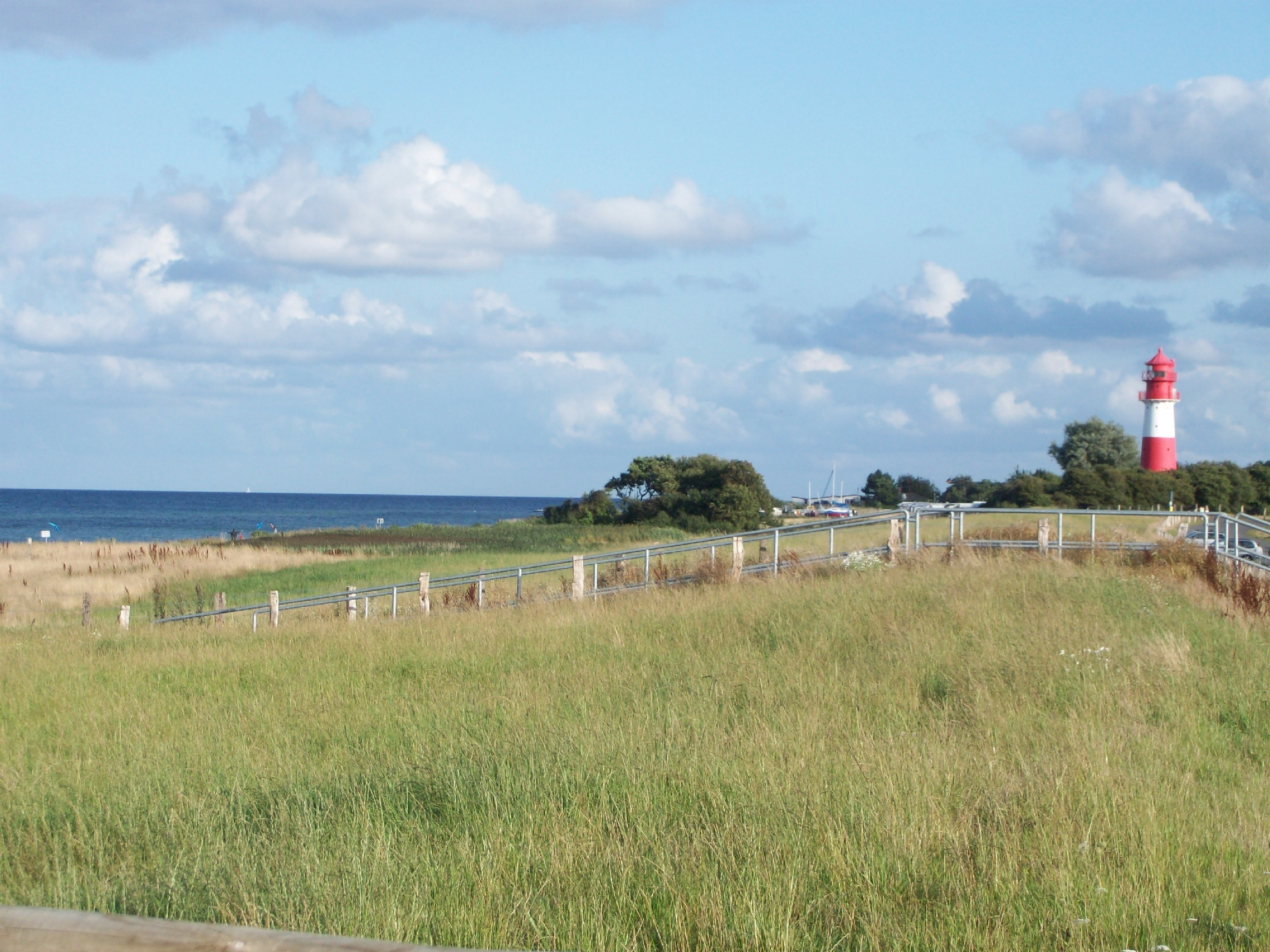
Paesaggio dell'Anglia, presso il faro di Falshöft

## Storia

### Medioevo
La regione ospitava la tribù germanica degli Angli che, insieme ai Sassoni e agli Juti, lasciarono le loro terre per migrare in Gran Bretagna nel V e VI secolo. Nel periodo 449-455, la Cronaca anglosassone, scritta intorno all'890, descrive come il re Vortigern (un re tribale britanno) invitò gli Angli a venire a ricevere terre in cambio di un aiuto per difendersi dai predoni Pitti. Gli Angli portarono a termine con successo il loro accordo e si appropriarono delle terre disponibili, considerando i Britanni come un popolo di "minor valore" (in realtà, il disprezzo razziale degli Angli per i Britanni fu un'invenzione del monaco Gildas, che è parte fondante dell'origine del mito). Il suo obiettivo era quello di diffamare il declino della potenza britannica). L'emigrazione indiscriminata degli Angli e delle popolazioni germaniche affini continuò.
La Cronaca, commissionata da re Alfredo il Grande, si basa su tradizioni orali precedenti e sui pochi frammenti scritti disponibili. La migliore di queste, scritta intorno al 730, è quella del monaco Beda, la cui storia del cristianesimo inglese contiene il seguente resoconto dell'origine e della distribuzione degli Angli:
... dagli Angli, cioè dal paese chiamato Anglia, e che si diceva, da quel tempo, rimasto deserto fino ad oggi, tra le province degli Juti e dei Sassoni, sono discesi gli Angli orientali, gli Angli centrali, i Merciani, l'intera razza dei Northumbriani, cioè di quelle nazioni che abitano sulla riva settentrionale del fiume Humber, e le altre nazioni degli inglesi.
L'espressione "a nord dell'Humber" si riferisce al regno settentrionale della Northumbria, che comprende l'attuale Inghilterra settentrionale e nordorientale e parte della Scozia meridionale. La Mercia era situata nell'Inghilterra centrale e corrisponde all'incirca a quelle che oggi sono le Midlands inglesi.
Da tutte le fonti germaniche si sospetta da tempo che questo racconto sia molto semplice, sospetto confermato dall'archeologia, ovvero dalle fibule o spille indossate dalle donne. Essenzialmente ne esistono due tipi: la spilla a piattino e la spilla cruciforme. La costa orientale e il nord britannico erano popolati da donne che indossavano spille cruciformi, provenienti dalla Scandinavia costiera, da tutta la Danimarca e dallo Schleswig-Holstein a sud fino al basso Elba e a est fino all'Oder, nonché da una sacca sulla costa della Frisia, luogo di imbarco.
La Britannia centro-meridionale era popolata da donne che indossavano spille a forma di piattino e che provenivano dalla Bassa Sassonia, a sud dell'Elba inferiore, e dalle tasche dei Franchi di allora, risalendo il Reno e lungo la costa fino alla foce della Senna. Queste sono le aree dell'Inghilterra esplicitamente definite sassoni: Sussex, Wessex ed Essex. L'insediamento del Kent è attribuito agli Juti (che originariamente vivevano a nord degli Angli).

### Epoche recenti
Dopo la partenza degli Angli dall'Anglia, intorno all'VIII secolo, la regione fu occupata dai Vichinghi danesi. Ciò si riflette nel gran numero di toponimi che terminano in -by (che significa villaggio) presenti oggi nella regione. In epoca vichinga, il cronista Æthelweard riferisce che la città più importante dell'Angli era Hedeby.
La storia successiva dell'Anglia è inclusa in quella della regione più ampia a cui appartiene, che divenne nota come Jutland meridionale o Ducato di Schleswig (in danese: Slesvig). Fino al XIX secolo, l'area apparteneva principalmente alla Danimarca. Ma in termini di patrimonio etnico e linguistico, si è sviluppata una popolazione mista tedesco-danese. La Danimarca perse lo Schleswig a favore dell'Austria e della Prussia nel 1864 a seguito della guerra dei ducati. Nel 1920, dopo la sconfitta tedesca nella Prima Guerra Mondiale, si tenne un plebiscito per determinare quali aree dovessero tornare sotto il dominio danese. A seguito del plebiscito, gran parte dello Schleswig tornò alla Danimarca, ma Anglia rimase in Germania.